# Stylogyne membranacea
Stylogyne membranacea là một loài thực vật có hoa trong họ Anh thảo. Loài này được Pipoly miêu tả khoa học đầu tiên năm 1989.